# Gwendoline Daudet
Pour les articles homonymes, voir Daudet.
Gwendoline Daudet, née le 28 novembre 1998 à Nogent-sur-Marne, est une patineuse de vitesse sur piste courte française.

## Carrière
Aux Championnats d'Europe 2018 se tenant à Dresde, elle remporte la médaille de bronze du relais féminin sur 3 000 mètres avec Véronique Pierron, Tifany Huot-Marchand et Selma Poutsma.
Le 19 décembre 2020; elle devient vice championne de France à Font Romeu au cours des championnats de France Elite.
Le 24 janvier 2021, elle devient championne d'Europe du relais féminin, sur 3 000 m, (avec Tifany Huot-Marchand, Aurélie Lévêque,Aurélie Monvoisin et Cloé Ollivier), à Gdańsk en Pologne. Il s'agit du tout premier titre européen pour l'Équipe de France en relais, toutes catégories confondues. Aux Championnats du monde de patinage de vitesse sur piste courte 2021 à Dordrecht, elle est médaillée d'argent en relais.
Aux Championnats d'Europe 2024 se tenant à Gdańsk, elle remporte la médaille de bronze du relais féminin sur 3 000 mètres avec Bérénice Comby, Aurélie Lévêque et Cloé Ollivier.